# Бији ле Гран
Бији ле Гран (фр. Billy-le-Grand) насеље је и општина у североисточној Француској у региону Шампањ-Арден, у департману Марна која припада префектури Шалонс ан Шампањ.
По подацима из 2011. године у општини је живело 116 становника, а густина насељености је износила 15,98 становника/km². Општина се простире на површини од 7,26 km². Налази се на средњој надморској висини од 122 метара.

## Демографија
| 1962. | 1968. | 1975. | 1982. | 1990. | 1999. | 2011. |
| ----- | ----- | ----- | ----- | ----- | ----- | ----- |
| 50    | 56    | 46    | 53    | 77    | 99    | 116   |

График промене броја становника у току последњих година